# 은봉로

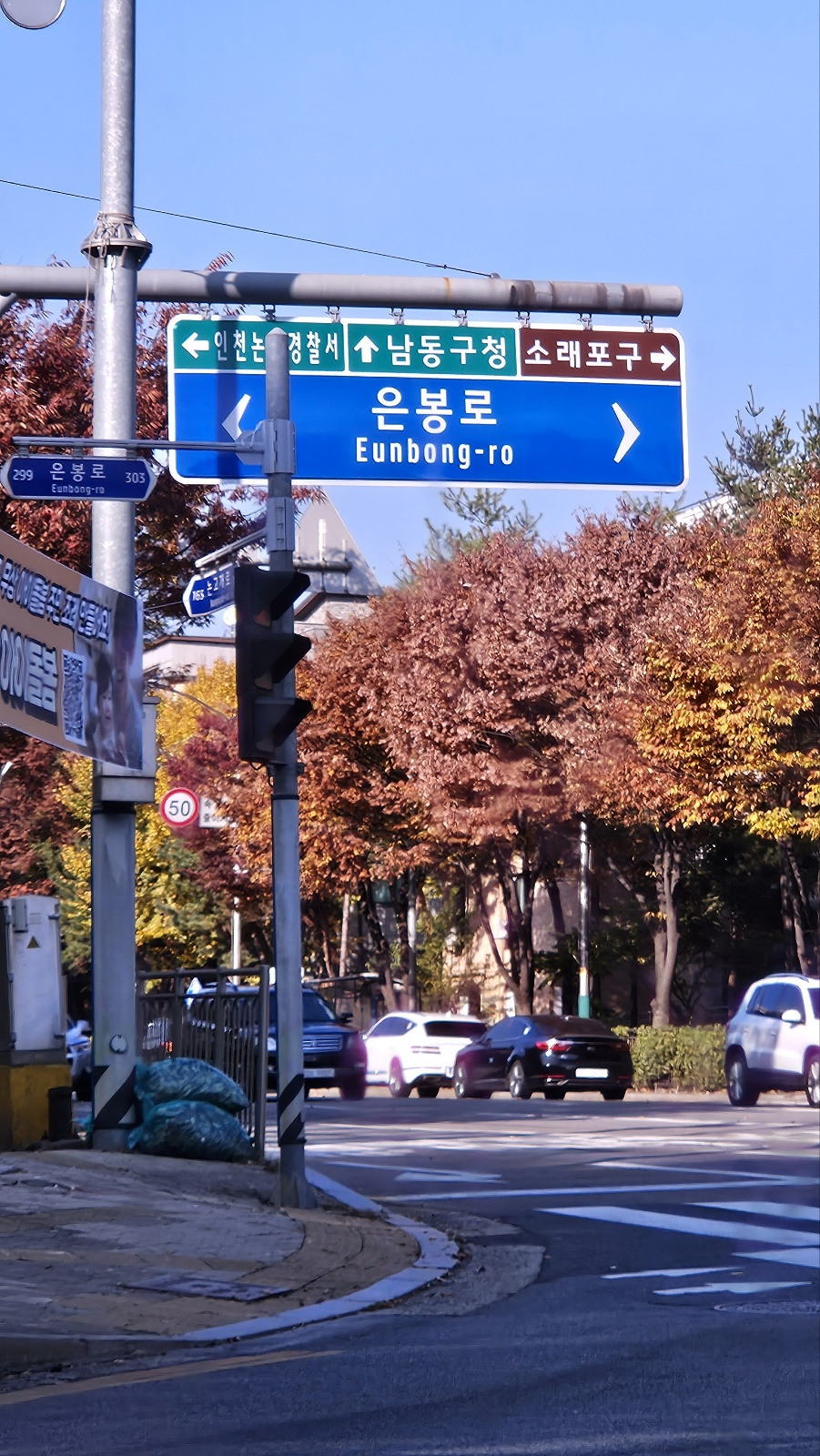
은봉로 표지판

은봉로는 인천광역시 남동구 논현동에 있는 도로이다. 논현동 471-4를 기점으로 논현동 26-1을 종점으로 한 도로이며, 4,592m (약 4.59km) 길이의 도로이다.

## 개요
은봉로는 과거 남동구 논현동 인근에서 은이 나왔던 마을의 의미를 담아 은봉로라는 명칭으로 명명되며, 2009년 11월 16일 고시 및 효력 발생이 되었다.
남동구의 논현동을 횡단방향으로 놓여진 긴 도로로 인천지하철 원인재역 인근 및 남동산단(남동인더스파크역), 호구포역, 인천논현역 인근으로부터 소래습지생태공원까지의 도로가 형성되어 있다.
남동산단(현재의 남동인더스파크)까지 연결된 횡단방향의 도로로 논현동 일대는 주거지역의 도심지 성격을 띄고 있으나, 산업지대인 남동산단측과 남촌동(논고개로)과 구월동(남동서로, 남동대로, 남동동로, 소래로) 방향으로 이어진 출퇴근 트래픽이 상당수 발생되는 도로임에 논현동 일대의 핵심 도로라 볼 수 있다.

## 주요건물
원인재역이 있는 승기천부터 이어져, 소래습지생태공원까지의 도로가 연결되어 있다.
- 인천논현중학교
- 논현웰카운티10단지아파트(별빛마을 단지)
- 논현휴먼시아8단지아파트(동산마을)
- 은봉초등학교
- 논현신일해피트리아파트
- 동방중학교
- 논현휴먼시아5단지아파트
- 논현2동 행정복지센터
- 인천논현경찰서
- 논현휴먼시아3단지아파트
- 남동고등학교
- 인천논현LH16단지아파트
- 논현휴먼시아2단지아파트
- 논현파크포레(숲속마을아파트)
- 하나비전교회
- 논현포대근린공원
- 남동근린공원
- 인천지방중소벤처기업청
- 남동산단(남동인더스파크)

## 사진

### 주요시설 및 환경

인천논현경찰서
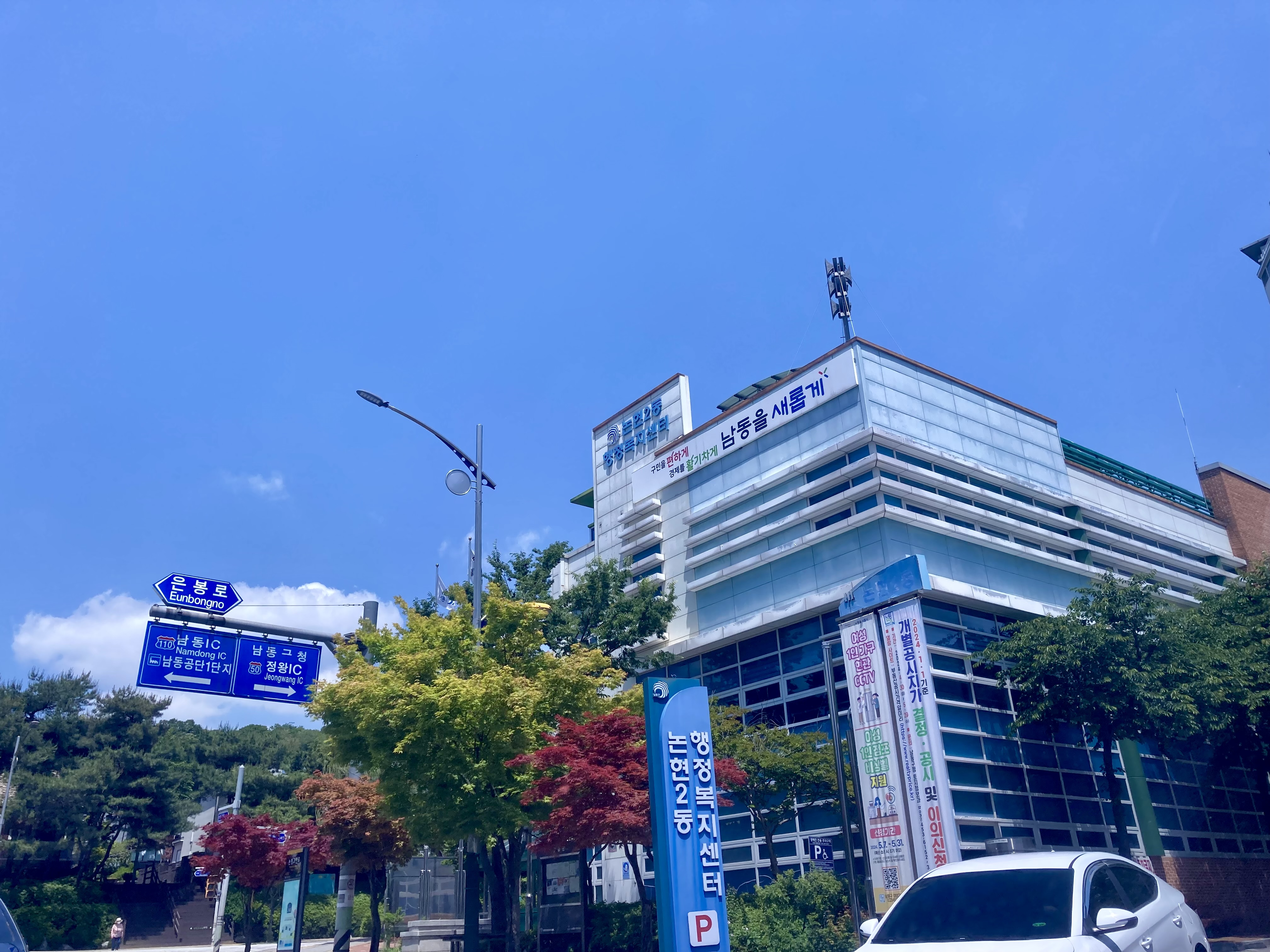
논현2동 행정복지센터
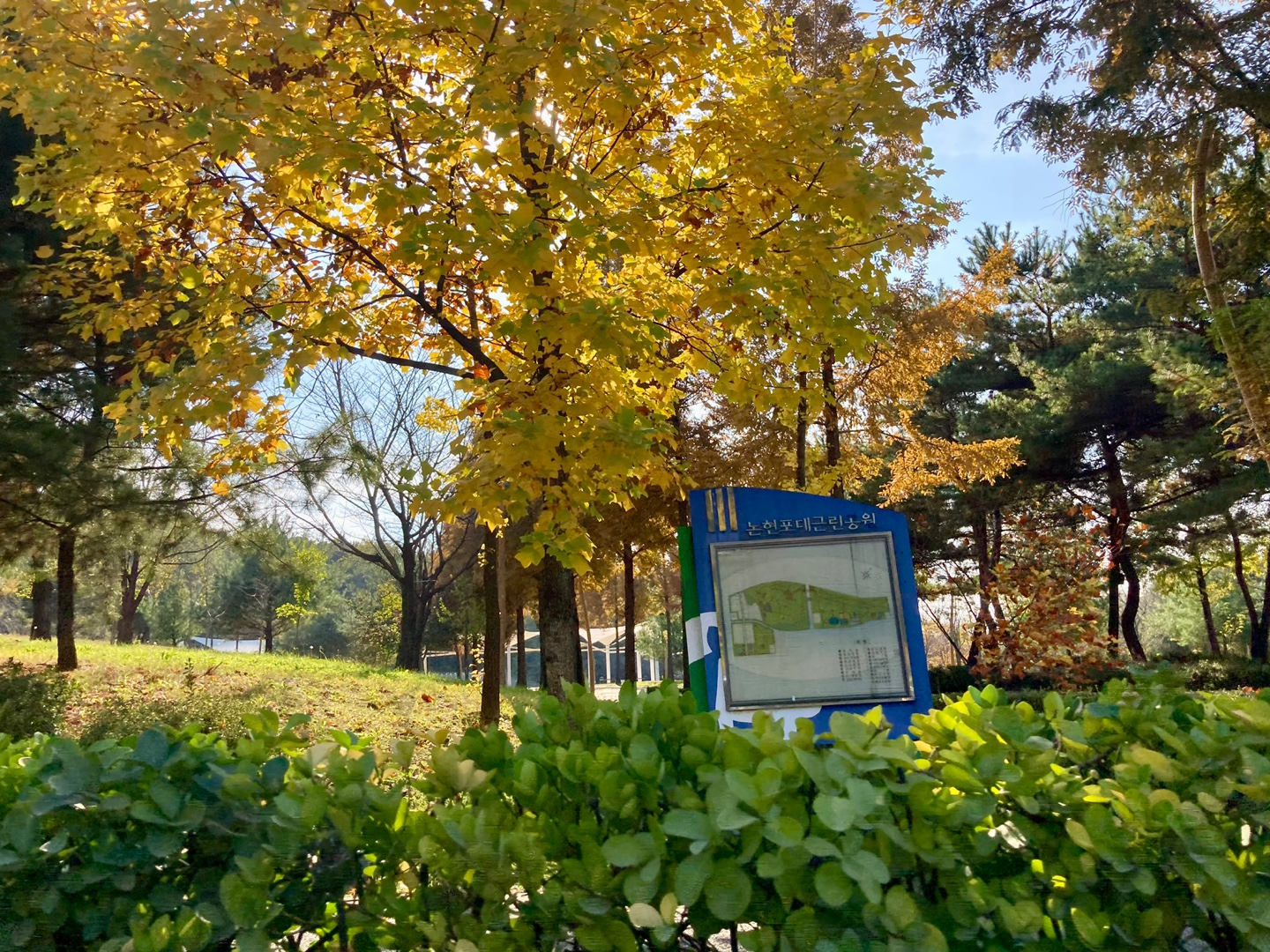
논현포대근린공원
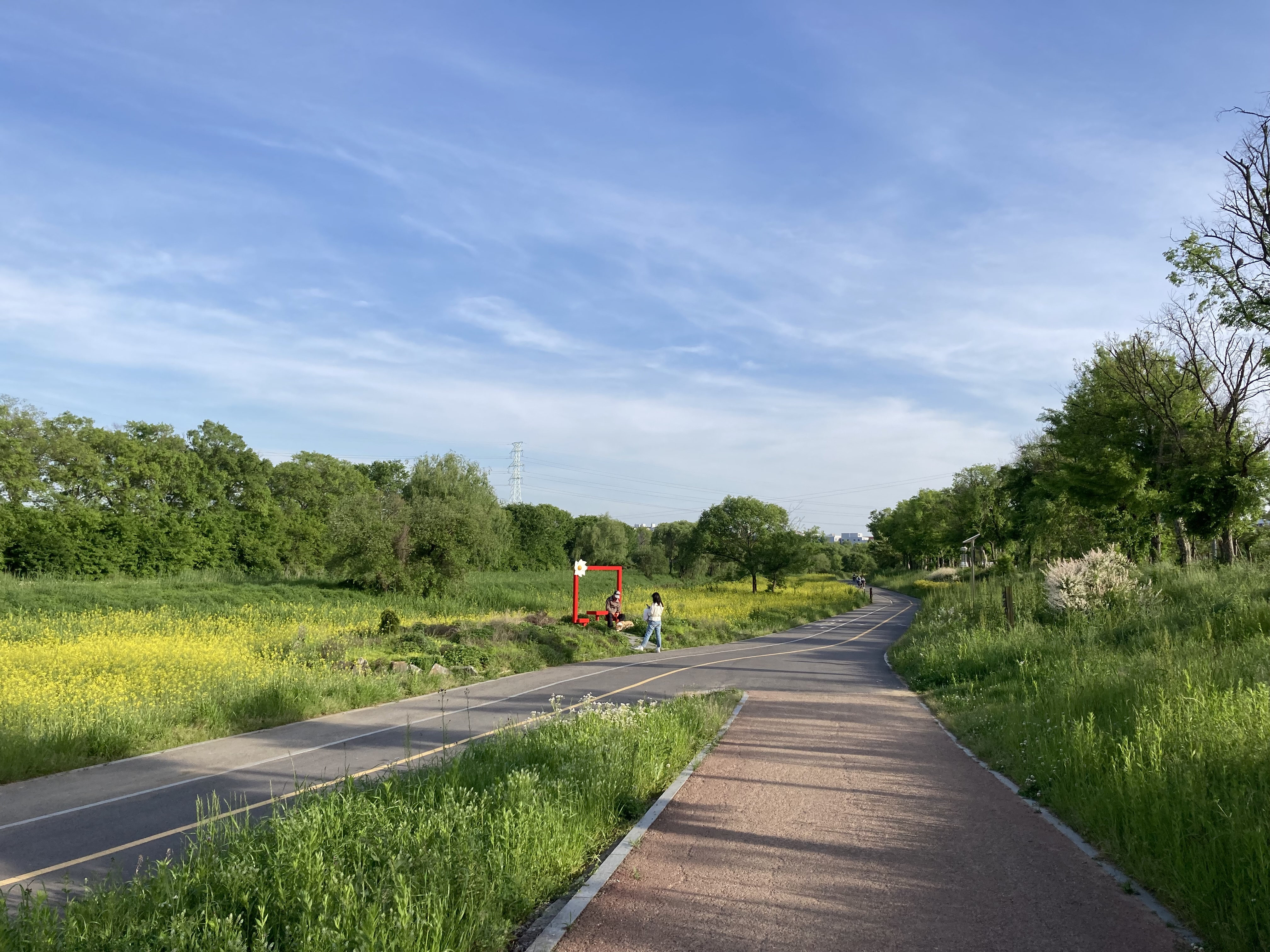
승기천

## 연결도로
- 승기천로

- 남동서로
- 남동대로
- 남동동로
- 은봉로166번길
- 은봉로209번길
- 호구포로
- 논현고잔로
- 논현역로
- 논고개로
- 은봉로326번길
- 포구로
- 소래역로
- 청능대로715번길
- 소래로